# Александар Спендијаров
Александар Афанасијевич Спендијаров (Ալեքսանդր Ստեփանոսի Սպենդիարյան, Каховка, 1. новембар 1871 — Јереван, 7. мај 1928) био је руски композитор и диригент јерменског порекла, оснивач јерменске националне симфонијске музике.

## Биографија
Александар Спендијаров је рођен 1. новембра 1871. у Каховки (данашња Украјина). Његове уметничке способности су се формирале у раном детињству. Своје музичке способности наследио је од мајке која је свирала клавир. Када је Александар Спендијаров имао седам година написао је валцер. Године 1890. одлази у Москву и студира једну годину на Факултету природних наука Московског универзитета, а затим 1894. године дипломира на Правном факултету. Истовремено је наставио са часовима виолине. Године 1896. Александар Спендијаров одлази у Санкт Петербург да покаже своје композиције Николају Римском-Корсакову, који се веома дивио његовој музици и подстицао га да се дубље окрене фолклору свог народа. Од 1896. до 1900. држао је приватне часове композиције код Римског-Корсакова. Према речима Александра Глазунова, „Римски-Корсаков је био савршено задовољан резултатима рада Александра Спендијарова и сматрао га је озбиљним, талентованим композитором са великим смислом за композицију“.
Спендијаров је три пута награђен Глинкином наградом за своја три дела: симфонијску слику „Три палме” 1908. године, легенду „Проповедник Беда” 1910. и мелодијску декламацију „Одморићемо” 1912. године. Његови симфонијски комади, песме и романсе, хорска дела и музичко-декламаторска дела донели су му високе оцене међу публиком и професионалним музичарима. Спендијаров је водио концерте у Харкову, Одеси, Москви, Петербургу, Дони-Ростову и Новом Нахијевану. Већину времена провео је на Јалти и Судаку . Док је живео на Криму, Спендјаров је упознао Антона Чехова, Максима Горког и Фјодора Шаљапина. У његовој кући гост је био и Александар Глазунов.
Године 1910. Спендијаров је постао члан руске музичке компаније на Јалти.
Посебно место међу Спендијаровљевим симфонијским композицијама заузима симфонијска песма „Три палме“. Својим поетским тоном, сликовитом природом и јарким колоритом подсећа на оријентална програмска дела велике петорке. Спендијаров је био на турнеји у иностранству изводећи ово дело у Берлину, Копенхагену, Њујорку и другде.
Остала дела Спендијарова су „Концертни прелудиј”, „Концертни валцер” и „Етида јеврејских тема”, Кантабиле и Прелудиј за гудачки квартет, Баракарол, Менует, Скерцо, романсе и вокално инструментална дела. „Ох ружо“ (Аие Варт) је била веома позната класична композиција у Русији и бившем СССР-у.
Године 1916. Спендијаров је наступио у Тифлису, где је упознао песника Ованаса Туманијана и одлучио да напише оперу засновану на песми "Заробљавање Тмкаберта". Године 1916. либрето опере Алмаст је био спреман, и Спендијаров је почео да ради на опери, а завршио је вокалну партитуру опере 1923. године. Наставио је да ради на инструментацији све до своје смрти. Инструментацију четвртог чина "Алмаста" завршио је композитор Максимилијан Штајнберг.
Дана 10. децембра 1924. Спендијаров, који је тек стигао у Јереван из Русије, дириговао је 18-чланим оркестром који су чинили професори и студенти конзерваторијума. Овај инаугурациони концерт је доказао да Јерменија има потенцијал да одржи симфонијски оркестар. Следеће године, 20. марта 1925. године, професор Аршак Адамијан, ректор Јереванског конзерваторијума, водио је први концерт тада новооснованог симфонијског оркестра. Спендијаров је тада тачно предвидео: „Доћи ће време када ће наш, али скромни студентски оркестар са поносом носити почасну титулу Јерменског државног оркестра.
„Јереванске скице (Етиде)“ (1925) чине нека од најбољих дела Спендијарова последњих година. Цртице се настављају бројним записима народних тема, и експериментима у њиховом распореду и усаглашавању. У скицама, Спендијаров је представио дол и даиру, два јерменска музичка инструмента.
Године 1926. совјетска јерменска влада доделила је Спендијарову титулу народног уметника поводом 25. годишњице његових достигнућа у музичком и јавном животу.
Спендијаров је умро после кратке болести у Јеревану 1928. године. Сахрањен је у дворишту Јереванског државног позоришта опере и балета. Посмртна маска његовог лица и десне руке изложена је у његовој кући музеју. „Оно што нам је дао је бесмртно“, рекао је песник Аветик Исахакјан о Спендијарову.
Композитор Арам Хачатурјан је о свом претходнику рекао: „Дубоко сам уверен да су Спендијаров и Комитас патријарси јерменске класичне музике; они су зацртали главне трендове у еволуцији јерменске музичке уметности за много деценија које долазе“. Спендијаров и Арам Хачатурјан први пут су се срели у Москви. Спендијаров је ценио потенцијал младог композитора.

## Лични живот
Спендијаров је имао брата Леонида, доброг геолога, и три сестре. Када је Леонид умро, Спендијаров се оженио удовицом како би спречио да син свог брата одрасте без оца. Звала се Варвара Мазирова; била је у сродству са Иваном Ајвазовским. Имали су 6 деце - 4 ћерке и 2 сина.

## Музеј
Године 1967. у кући у којој је композитор живео последњих година живота (стан на другом спрату у улици Налбандјан 21, Јереван) основан је Кућа музеј Александра Спендијарова. Влада Совјетске Јерменије дала му је собу у заједничком стану 1926. Спендијаров је са малог балкона уживао у погледу на планину Арарат. Музеј је поново створио праву атмосферу композиторове радне собе и презентује композиторове личне ствари, бројне документе и друге ствари. У стану су изложени Спендијаровов портрет Мартироса Сарјана насликан 1967. године, плакат који најављује оперу `Алмаст` као прву представу за отварање зграде Опере у Јеревану (1933), две његове виолине и клавир.

## Дела

### Романсе и песме
- Очарале су ме твоје црне очи (П. Козлов), 1888–1889
- Без питања за много дана (В. Соловов), 1892
- Ти си јарко сунце – Сунце моје душе (анон.), серенада, 1892
- Песма о утопљеници (А. Подолински), 1895
- Не знам зашто (Л. Маи), 1895
- Исте ноћи (А. Боровиковски), 1895
- Ох, Ружо моје младости (анон.), датум непознат
- И дубока је њихова љубав (Лермонтов, Хајне), опус 1, бр. 1, 1895.
- Сањао сам твоју љубав (Натсон), опус 1, бр. 2, 1898.
- Ах, Ружо (А. Тсатуриан), опус 1, бр. 3, 1894

### Опера
"Алмаст". Либрето Софије Парнок на основу песме Ована Тумањана „Опсада замка Тмка“. 1918–1928. Преведена на јерменски од П. Микаиелијана.

### Симфоније
- „Менует“, опус 3, бр. 1, 1895
- „Успаванка“, опус 3, бр. 2, 1897
- „Древни плес”, опус 12, 1896
- „Концертни прелудиј“, опус 4, 1900
- „Кримске скице“. Прва серија, опус 9, 1903
- „Три палме“, симфонијска песма, опус 10, 1905
- Увод у „Три палме“.

### Остала дела
- Валцер, 1892–1893;
- Менует, 1895;
- Кримски ескизе, 1903, 1912;
- The Diviner, за клавир четвороручно, Ед. и коментарисао Хаиг Авакиан, Каиро, Дреам Пресс, 2000.
- Deux Berceuses за клавир (оп. 3)